# Elezioni comunali in Lombardia del 2008
Il 13 aprile 2008 (con ballottaggio il 27 aprile) in Lombardia si tennero le elezioni per il rinnovo di 67 consigli comunali. Di questi 7 avevano una popolazione superiore ai 15.000 abitanti e due di questi - Brescia e Sondrio - erano comuni capoluogo di provincia.

## Riepilogo sindaci uscenti e sindaci eletti
| Comuni        | Sindaco uscente | Sindaco uscente              | Sindaco eletto | Sindaco eletto         |
| ------------- | --------------- | ---------------------------- | -------------- | ---------------------- |
| Bareggio      |                 | Ernesto Restelli (L'Ulivo)   |                | Monica Gibillini (PdL) |
| Bresso        |                 | Giuseppe Manni (L'Ulivo)     |                | Fortunato Zinni (PD)   |
| Gorgonzola    |                 | Stefano Lampertico (L'Ulivo) |                | Walter Baldi (PdL)     |
| Brescia       |                 | Paolo Corsini (PD)           |                | Adriano Paroli (PdL)   |
| Nova Milanese |                 | Laura Barzaghi (L'Ulivo)     |                | Laura Barzaghi (PD)    |
| Seveso        |                 | Clemente Galbiati (CdL)      |                | Massimo Donati (PdL)   |
| Sondrio       |                 | Bianca Bianchini (CdL)       |                | Alcide Molteni (PD)    |

## Voto ai candidati sindaco
| Coalizioni | Coalizioni                                        | Voti    | %      |
| ---------- | ------------------------------------------------- | ------- | ------ |
|            | Il Popolo della Libertà - Lega Nord e alleati     | 98.343  | 48,57% |
|            | Partito Democratico - Italia dei Valori e alleati | 76.237  | 37,65% |
|            | Unione di Centro e liste di Centro                | 3.451   | 1,70%  |
|            | La Destra - Fiamma Tricolore e liste di Destra    | 2.679   | 1,32%  |
|            | Altri                                             | 22.974  | 11,35% |
| Totale     | Totale                                            | 202.484 |        |

## Voto alle liste
| Liste  | Liste                   | Voti    | %      |
| ------ | ----------------------- | ------- | ------ |
|        | Il Popolo della Libertà | 48.734  | 27,11% |
|        | Partito Democratico     | 45.147  | 25,11% |
|        | Lega Nord               | 26.543  | 14,76% |
|        | Sinistra Arcobaleno     | 7.159   | 3,98%  |
|        | Unione di Centro        | 6.383   | 3,55%  |
|        | Italia dei Valori       | 4.779   | 2,66%  |
| Totale | Totale                  | 179.772 |        |

## Milano

### Bareggio
| Candidati e Liste        | Voti   | %      | Seggi |
| ------------------------ | ------ | ------ | ----- |
| Monica Gibillini         | 6.367  | 57,09  | -     |
| Il Popolo della Libertà  | 3.751  | 36,92  | 9     |
| Lega Nord                | 1.239  | 12,19  | 2     |
| Io Amo Bareggio          | 637    | 6,27   | 1     |
| Unione di Centro         | 142    | 1,40   | -     |
| Paolo Pedroli            | 3.664  | 32,85  | 1     |
| Partito Democratico      | 2.036  | 20,04  | 5     |
| La Sinistra l'Arcobaleno | 368    | 3,62   | -     |
| Italia dei Valori        | 279    | 2,75   | -     |
| Amici dei Giovani        | 249    | 2,45   | -     |
| Gamba de Legn'           | 229    | 2,25   | -     |
| Partecipare Bareggio     | 206    | 2,03   | -     |
| Enrico Montani           | 1.122  | 10,06  | 1     |
| Voi con Noi              | 1.024  | 10,08  | 1     |
| Totale alle liste        | 10.160 | 100,00 | 18    |
| TOTALE                   | 11.153 | 100,00 | 20    |

### Bresso
| Candidati e Liste                     | Voti   | %      | Seggi |
| ------------------------------------- | ------ | ------ | ----- |
| Fortunato Zinni                       | 7.926  | 45,21  | -     |
| Partito Democratico                   | 4.309  | 26,64  | 8     |
| Manni per Bresso                      | 1.190  | 7,36   | 2     |
| La Sinistra l'Arcobaleno              | 1.075  | 6,65   | 1     |
| Italia dei Valori                     | 699    | 4,32   | 1     |
| Partito Socialista Italiano           | 136    | 0,84   | -     |
| Roberto Cassamagnaghi                 | 7.495  | 42,75  | 1     |
| Il Popolo della Libertà               | 4.481  | 27,70  | 5     |
| Lega Nord                             | 1.308  | 8,09   | 1     |
| Lista Civica per Bresso Cassamagnaghi | 564    | 4,04   | -     |
| Unione di Centro                      | 456    | 2,82   | -     |
| Raimondo Ilario Mario Valenti         | 1.200  | 6.84   | 1     |
| Bresso Vale                           | 1.119  | 6,92   | -     |
| Aldo Piatti                           | 912    | 5,20   | -     |
| Un Ponte per Bresso                   | 750    | 4,64   | -     |
| Totale alle liste                     | 16.177 | 100,00 | 18    |
| TOTALE                                | 17.533 | 100,00 | 20    |

### Gorgonzola
| Candidati e Liste                        | Voti   | %      | Seggi |
| ---------------------------------------- | ------ | ------ | ----- |
| Walter Baldi                             | 4.957  | 39,80  | -     |
| Il Popolo della Libertà                  | 2.554  | 22,96  | 7     |
| Lega Nord                                | 1.327  | 11,93  | 4     |
| Unione di Centro-Moderati per Gorgonzola | 417    | 3,75   | 1     |
| La Destra - Fiamma Tricolore             | 237    | 2,13   | -     |
| Mario Balconi                            | 3.967  | 31,85  | 1     |
| Partito Democratico                      | 2.461  | 22,12  | 4     |
| La Sinistra l'Arcobaleno                 | 598    | 5,37   | -     |
| Italia dei Valori                        | 548    | 4,93   | -     |
| Ilaria Arabella Paola Scaccabarozzi      | 1.674  | 13.44  | 1     |
| Insieme per Gorgonzola                   | 1.384  | 12,44  | 2     |
| Osvaldo Vallese                          | 1.471  | 11,81  | -     |
| Città Amica                              | 1.235  | 11,10  | -     |
| Giancarlo Mele                           | 385    | 3,09   | -     |
| Lista Argentia                           | 365    | 3,28   | -     |
| Totale alle liste                        | 11.126 | 100,00 | 18    |
| TOTALE                                   | 12.454 | 100,00 | 20    |

## Brescia

### Brescia
| Candidati e Liste                           | Voti    | %      | Seggi |
| ------------------------------------------- | ------- | ------ | ----- |
| Adriano Paroli                              | 61.011  | 51,39  | -     |
| Il Popolo della Libertà                     | 28.985  | 28,32  | 14    |
| Lega Nord                                   | 16.222  | 15,85  | 8     |
| Unione di Centro                            | 3.939   | 3,85   | 2     |
| Partito Pensionati                          | 1.019   | 1,00   | -     |
| Lista Civica con lo Sport e il Volontariato | 448     | 0,44   | -     |
| Basta Tasse                                 | 441     | 0,43   | -     |
| Partito Socialista Democratico Italiano     | 367     | 0,36   | -     |
| Brescia Insieme                             | 173     | 0,17   | -     |
| Emilio Del Bono                             | 42.460  | 35,77  | 1     |
| Partito Democratico                         | 28.594  | 27,94  | 11    |
| La Sinistra l'Arcobaleno                    | 3.651   | 3,57   | 1     |
| Italia dei Valori                           | 2.824   | 2,76   | 1     |
| Lista Civica Brescia Braghini               | 1.363   | 1,33   | -     |
| Federazione dei Verdi                       | 1.044   | 1,02   | -     |
| Gioventù in Comune                          | 169     | 0,17   | -     |
| Laura Castelletti                           | 7.835   | 6,60   | 1     |
| Laura Castelletti Sindaco                   | 6.477   | 6,33   | 1     |
| Francesco Onofri                            | 3.128   | 2,63   | -     |
| Francesco Onofri Sindaco                    | 2.810   | 2,75   | -     |
| Diego Zarneri                               | 1.278   | 1,08   | -     |
| La Destra - Fiamma Tricolore                | 1.137   | 1,11   | -     |
| Luca Castellini                             | 909     | 0,77   | -     |
| Forza Nuova                                 | 778     | 0,76   | -     |
| Miriam Schena                               | 778     | 0,66   | -     |
| Rinascita Democratica per Brescia           | 624     | 0,61   | -     |
| Cesare Giovanardi                           | 546     | 0,46   | -     |
| Brescia che Verrà                           | 524     | 0,51   | -     |
| Giuseppe Berthoud                           | 458     | 0,39   | -     |
| Rosa per l'Italia                           | 455     | 0,44   | -     |
| Flavio Luigi Carretta                       | 159     | 0,13   | -     |
| Progetto Brescia                            | 174     | 0,17   | -     |
| Gianfranco De Gasperi                       | 154     | 0,13   | -     |
| Polo Civico di Centro - Pensionati          | 139     | 0,14   | -     |
| Totale alle liste                           | 102.357 | 100,00 | 38    |
| TOTALE                                      | 118.716 | 100,00 | 40    |

Fonte: Ministero dell'Interno

## Monza e della Brianza

### Nova Milanese
| Candidati e Liste                  | Voti   | %      | Seggi |
| ---------------------------------- | ------ | ------ | ----- |
| Laura Barzaghi                     | 7.445  | 49,99  | -     |
| Partito Democratico                | 3.695  | 26,96  | 8     |
| Lista Civica per Nova con Barzaghi | 1.616  | 11,79  | 3     |
| La Sinistra l'Arcobaleno           | 687    | 5,01   | 1     |
| Italia dei Valori                  | 429    | 3,13   | -     |
| Partito Socialista Italiano        | 307    | 2,24   | -     |
| Loris Antonio Dante                | 6.289  | 42,23  | 1     |
| Il Popolo della Libertà            | 3.768  | 27,49  | 5     |
| Lega Nord                          | 1.869  | 13,64  | 2     |
| Rinnova con Noi                    | 205    | 1,50   | -     |
| Partito Pensionati                 | 50     | 0,36   | -     |
| Antonio Colombo                    | 623    | 4,18   | -     |
| Coalizione Riformista              | 569    | 4,15   | -     |
| Omar Antonino                      | 535    | 3,59   | -     |
| Unione di Centro                   | 511    | 3,73   | -     |
| Totale alle liste                  | 13.706 | 100,00 | 19    |
| TOTALE                             | 14.892 | 100,00 | 20    |

### Seveso
| Candidati e Liste                     | Voti   | %      | Seggi |
| ------------------------------------- | ------ | ------ | ----- |
| Massimo Donati                        | 4.050  | 28,02  | -     |
| Il Popolo della Libertà               | 3.281  | 24,52  | 6     |
| Baruccana per Donati                  | 267    | 2,00   | -     |
| Donati Sindaco                        | 227    | 1,70   | -     |
| Partito Pensionati                    | 41     | 0,31   | -     |
| Paolo Butti                           | 3.669  | 25,38  | 1     |
| Partito Democratico                   | 2.396  | 17,90  | 4     |
| Paolo Butti Sindaco                   | 560    | 4,18   | -     |
| Baruccana e Meredo Insieme            | 407    | 3,04   | -     |
| David Carlo Galli                     | 3.457  | 23,92  | 1     |
| Lega Nord                             | 3.223  | 24,08  | 5     |
| Marzio Giovanni Marzorati             | 2.107  | 14,58  | 1     |
| Lista Civica con Marzorati per Seveso | 1.316  | 9,83   | 1     |
| Unione di Centro                      | 540    | 4,03   | -     |
| Daniele Piero Maria Tagliabue         | 1.067  | 7,38   | 1     |
| Sevesoviva                            | 1.029  | 7,69   | -     |
| Marco Salvatore Pesapane              | 104    | 0,72   | -     |
| Forza Nuova                           | 96     | 0,72   | -     |
| Totale alle liste                     | 13.383 | 100,00 | 16    |
| TOTALE                                | 14.454 | 100,00 | 20    |

## Sondrio

### Sondrio
| Candidati e Liste            | Voti   | %      | Seggi |
| ---------------------------- | ------ | ------ | ----- |
| Alcide Molteni               | 7.106  | 49,07  | -     |
| Sondrio Democratica          | 2.030  | 15,78  | 8     |
| Partito Democratico          | 1.656  | 12,87  | 7     |
| La Sinistra l'Arcobaleno     | 780    | 6,06   | 3     |
| Sondrio 2020                 | 724    | 5,63   | 3     |
| Sondrio Accesa               | 521    | 4,05   | 2     |
| Partito Socialista           | 242    | 1,88   | 1     |
| Aldo Faggi                   | 4.717  | 32,57  | 1     |
| Il Popolo della Libertà      | 1.914  | 14,88  | 6     |
| Lega Nord                    | 1.265  | 9,83   | 3     |
| Faggi Sindaco                | 755    | 5,87   | 2     |
| Sondrio Unita                | 313    | 2,43   | -     |
| Andrea Massera               | 768    | 5,30   | 1     |
| Sondrio Liberale             | 780    | 6,06   | 1     |
| Piergiuseppe Forni           | 629    | 4,34   | 1     |
| Sondrio Anch'Io!             | 567    | 4,41   | -     |
| Ivan Munarini                | 523    | 3,61   | 1     |
| Popolari Retici              | 576    | 4,48   | -     |
| Giuseppe Romualdi            | 388    | 2,68   | -     |
| La Destra - Fiamma Tricolore | 362    | 2,81   | -     |
| Aldo Giorgio Sosio           | 351    | 2,42   | -     |
| Unione di Centro             | 378    | 2,94   | -     |
| Totale alle liste            | 12.863 | 100,00 | 36    |
| TOTALE                       | 14.482 | 100,00 | 40    |

Fonte: Ministero dell'Interno